# Acrocephalidae
Los acrocefálidos (Acrocephalidae) son una familia de aves paseriformes de la superfamilia Sylvioidea. Anteriormente sus miembros se clasificaban en la familia Sylviidae. Las especies en esta familia suelen ser pájaros de tamaño medio, la mayoría pardo oliváceos en las partes superiores, mientras que sus partes inferiores varían del amarillo al blanquecino, pasando por los tonos anteados. Suelen encontrarse en los bosques abiertos, carrizales o herbazales altos. La familia está presente principalmente en Eurasia, con representantes en África y Oceanía.

## Filogenia
La familia contiene 61 especies distribuidas en 5 géneros:
- Género Nesillas
  - Nesillas typica - zarzalero malgache;
  - Nesillas lantzii - zarzalero de Lantz;
  - Nesillas longicaudata - zarzalero de Anjouan;
  - Nesillas brevicaudata - zarzalero de Gran Comora;
  - Nesillas mariae - zarzalero de la Moheli;
  - Nesillas aldabrana - zarzalero de Aldabra (extinto).
- Género Acrocephalus
  - Acrocephalus griseldis - carricero de Basora;
  - Acrocephalus brevipennis - carricero de Cabo Verde;
  - Acrocephalus rufescens - carricero rufo;
  - Acrocephalus gracilirostris - carricero picofino;
  - Acrocephalus newtoni - carricero malgache;
  - Acrocephalus sechellensis - carricero de Seychelles;
  - Acrocephalus rodericanus - carricero Rodrigues;
  - Acrocephalus arundinaceus - carricero tordal;
  - Acrocephalus orientalis - carricero oriental;
  - Acrocephalus stentoreus - carricero estentóreo;
  - Acrocephalus australis - carricero australiano;
  - Acrocephalus familiaris - carricero familiar;
  - Acrocephalus luscinius - carricero ruiseñor;
  - Acrocephalus hiwae - carricero de Saipán;
  - Acrocephalus nijoi - carricero de Aguiján (extinto aprox. 1997);
  - Acrocephalus yamashinae - carricero de Pagán (extinto en la década de 1970);
  - Acrocephalus astrolabii - carricero de astrolabio (extinto a mediados del siglo XIX);
  - Acrocephalus rehsei - carricero de Naurú;
  - Acrocephalus syrinx - carricero de las Carolinas;
  - Acrocephalus aequinoctialis - carricero de Kiritimati;
  - Acrocephalus percernis - carricero de las Marquesas septentrionales;
  - Acrocephalus caffer - carricero de Tahití;
  - Acrocephalus longirostris - carricero de Moorea;
  - Acrocephalus musae - carricero de Raiatea (extinto en el siglo XIX);
  - Acrocephalus mendanae - carricero de las Marquesas;
  - Acrocephalus atyphus - carricero de Tuamutú;
  - Acrocephalus kerearako - carricero de las Cook;
  - Acrocephalus rimitarae - carricero de Rimatara;
  - Acrocephalus taiti - carricero de Henderson;
  - Acrocephalus vaughani - carricero de la Pitcairn;
  - Acrocephalus bistrigiceps - carricerín cejinegro;
  - Acrocephalus melanopogon - carricerín real;
  - Acrocephalus paludicola - carricerín cejudo;
  - Acrocephalus schoenobaenus - carricerín común;
  - Acrocephalus sorghophilus - carricerín estriado;
  - Acrocephalus concinens - carricero de Swinhoe;
  - Acrocephalus tangorum - carricerín manchú;
  - Acrocephalus orinus - carricero picudo;
  - Acrocephalus agricola - carricero agrícola;
  - Acrocephalus dumetorum - carricero de Blyth;
  - Acrocephalus scirpaceus - carricero común;
  - Acrocephalus baeticatus - carricero africano;
  - Acrocephalus palustris - carricero políglota.
- Género Iduna
  - Iduna aedon - carricero picogordo;
  - Iduna natalensis - zarcero de Natal;
  - Iduna similis - zarcero montano;
  - Iduna caligata - zarcero escita;
  - Iduna rama - zarcero de Sykes;
  - Iduna pallida - zarcero pálido;
  - Iduna opaca - zarcero bereber.
- Género Calamonastides
  - Calamonastides gracilirostris - cloropeta picofina.
- Género Hippolais
  - Hippolais languida - zarcero lánguido;
  - Hippolais olivetorum - zarcero grande;
  - Hippolais polyglotta - zarcero políglota;
  - Hippolais icterina - zarcero icterino.